# 대구단편영화제
대구단편영화제는 2000년부터 대구광역시에서 개최하고 있는 영화제다.

## 연도별 영화제
- 제1회 대구단편영화제 (2000)
- 제2회 대구단편영화제 (2001)
- 제3회 대구단편영화제 (2002)
- 제4회 대구단편영화제 (2003)
- 제5회 대구단편영화제 (2004)
- 제6회 대구단편영화제 (2005)
- 제7회 대구단편영화제 (2006)
- 제8회 대구단편영화제 (2007)
- 제9회 대구단편영화제 (2008)
- 제10회 대구단편영화제 (2009)
- 제11회 대구단편영화제 (2010)
- 제12회 대구단편영화제 (2011)
- 제13회 대구단편영화제 (2012)
- 제14회 대구단편영화제 (2013)
- 제15회 대구단편영화제 (2014)
- 제16회 대구단편영화제 (2015)
- 제17회 대구단편영화제 (2016)
- 제18회 대구단편영화제 (2017)
- 제19회 대구단편영화제 (2018)
- 제20회 대구단편영화제 (2019)
- 제21회 대구단편영화제 (2020)
- 제22회 대구단편영화제 (2021)
- 제23회 대구단편영화제 (2022)
- 제24회 대구단편영화제 (2023)